# Phallomycetidae
Phallomycetidae es una subclase de hongos basidiomicetos perteneciente a la clase Agaricomycetes.